# Oldenlandia wauensis
Oldenlandia wauensis är en måreväxtart som beskrevs av Georg August Schweinfurth och William Philip Hiern. Oldenlandia wauensis ingår i släktet Oldenlandia och familjen måreväxter. Inga underarter finns listade i Catalogue of Life.